# Coteaux calcaires du Tardenois et du Valois
Coteaux calcaires du Tardenois et du Valois este o arie protejată (arie specială de conservare — SAC, sit de importanță comunitară — SCI) din Franța întinsă pe o suprafață de 329 ha, integral pe uscat.

## Localizare
Centrul sitului Coteaux calcaires du Tardenois et du Valois este situat la coordonatele 49°15′50″N 3°32′04″E / 49.26389°N 3.53444°E.

## Înființare
Situl Coteaux calcaires du Tardenois et du Valois a fost declarat sit de importanță comunitară în 28 februarie 2001 pentru a proteja 6 specii de animale. Situl a fost protejat și ca arie specială de conservare în 26 decembrie 2008.

## Biodiversitate
Situată în ecoregiunea atlantică, aria protejată conține 10 habitate naturale: Ape puternic oligomezotrofe cu vegetație bentonică cu Chara spp., Lacuri eutrofice naturale cu vegetație de tip Magnopotamion sau Hydrocharition, Pajiști carstice calcaroase sau bazofile, de Alysso-Sedion albi, Pajiști uscate seminaturale și facies de acoperire cu tufișuri pe substraturi calcaroase (Festuco-Brometalia) (* situri importante pentru orhidee), Pajiști cu Molinia pe soluri calcaroase, turboase sau argilos-nămoloase (Molinion caeruleae), Liziere de ierburi înalte hidrofile de câmpie și de nivel montan până la alpin, Mlaștini calcaroase cu Cladium mariscus și specii de Caricion davallianae, Izvoare petrifiante cu formare de travertin (Cratoneurion), Mlaștini alcaline, Păduri aluvionare cu Alnus glutinosa și Fraxinus excelsior (Alno-Padion, Alnion incanae, Salicion albae).
La baza desemnării sitului se află mai multe specii protejate:
- amfibieni (1): izvoraș-cu-burta-galbenă (Bombina variegata)
- mamifere (3): liliac comun (Myotis myotis), liliacul mare cu potcoavă (Rhinolophus ferrumequinum), liliacul mic cu potcoavă (Rhinolophus hipposideros)
- nevertebrate (2): Vertigo angustior, Vertigo moulinsiana

Pe lângă speciile protejate, pe teritoriul sitului au mai fost identificate 37 de specii de plante, 1 specie de amfibieni, 9 specii de mamifere, 10 specii de nevertebrate, 1 specie de reptile.